# وریتی
وریتی (انگلیسی: Vritti)، تموجات ذهنی است و هدف یوگا حذف تموجات و مراتب ذهنی (نفسانی و عقلانی) می‌باشد.

## تموجاتِ ذهن گمراه کننده
برای سالک راه یوگا، مسئلهٔ مهم انهدام تموجات ذهنی (پنج دسته چیته وریتی - Chitta vritti) است، زیرا به مجرد اینکه برخی از این تموجات منهدم می‌شوند، پاره ای دیگر چون امواج خروشان می‌تازند و جای مراتب پیشین را می‌گیرند. پس باید تصور کرد که منبع پایان ناپذیری در دستگاه روانی انسان هست که جملهٔ این مراتب از آن مایه می‌گیرد.

## توقف پریشانی‌های ذهن
پاتانجلی در نخستین جملهٔ یوگا سوتراها در تعریف یوگا چنین آورده‌است:
یوگا توقف پریشانی‌های ذهن است. چیته از سه بُعد ذهن، عقل، انانیت تشکیل شده‌است.
وریتی چیست؟ فرایند دانستن و علم پیدا کردن به چیزی به این ترتیب است که با فعالیت حواس و ذهن صورت اشیا در عقل مرتسم می‌شود و سپس عقل به نوبهٔ خود آن را در نفس بازتاب می‌دهد. در این فرایند نفس که شعور و آگاهی محض است فاعل معرفت است و دخل و تصرف‌های عقل، که در خلال آن نفس به شناخت می‌رسد (وریتی)، یا تموّجات ذهنی نام دارند. با پایان یافتن این تموّجات به ماهیت حقیقی نفس پی می‌بریم.
همان طور که وقتی دریا موّاج است نمی‌توانیم ته آن را ببینیم، مادام که امواج (وریتی‌ها) در ما وجود دارند نمی‌توانیم خود حقیقی مان را بیابیم. وقتی امواج از میان رفت می‌توانیم کف دریاچه نفس را ببینیم و سرشت آن را درک کنیم.
طبق مکتب یوگا، (وریتی) یا همان دخل و تصرفات ذهنی که در حقیقت مراحل شناخت ذهنی هستند شامل پنج صورت است: معرفت صحیح، معرفت کاذب، توهم، خواب، حافظه (یوگا سوتره، ۱:۶)
معرفت صحیح، ادراک مستقیم است. معرفت کاذب بر امور غیرواقعی مبتنی است. توهم شناختی گفتاری یا کلامی است که بر شالودهٔ وهم و برپایهٔ خیال است. خواب فقدان غیرعمدی تموّجات فکری یا دانش است. حافظه، یادآوری سخنان و تجربه‌ها به شکل اصلاح نشده‌است.
اگر بخواهیم به رهایی برسیم باید این تموجات ذهنی را خاموش کنیم تا رهایی و آرامش و سکون کامل حاصل شود. آن گاه ذهن ماهیت حقیقی خود را می‌شناسد، که موجودی فناناپذیر و آزاد و جدا از جسم مادی است.
تأکید یوگا خاموشی همهٔ (وریتی‌ها) است. جسم و ذهن باید طوری تربیت شوند که برخورد با عالم خارج کوچک‌ترین موج یا آشفتگی در فرد ایجاد نکند. چون غایت همانندِ نفس شدن است و هیچ موج و تغییری در نفس راه ندارد. در یوگا هدف خاموشی ذهن اغواگر هدف است.
.